# 槟州华人大会堂
槟州华人大会堂（简称PCTH）成立于1881年，原称平章会馆。郑景贵是最大的个人捐赠者（600元），也是首任会长（1881-1883）
1905年6月，槟城的华商聚集在槟州华人大会堂，加入新加坡和中国抵制美国货的运动，向美国政府施加压力，提高华人移民配额。
1906年9月9日，梁樂卿（Leong Lok Hing）当选会长，胡子春（Foo Choo Choon）, 謝夢池（Cheah Meng Chi）, 鄭大平（Chung Thye Phin）和林克全（Lim Kek Chuan）当选会长。